# Kleingebiet Sümeg
Das Kleingebiet Sümeg (ungarisch Sümegi kistérség) war bis Ende 2012 eine ungarische Verwaltungseinheit (LAU 1) innerhalb des Komitat Veszprém in Mitteltransdanubien. Mit der Verwaltungsreform Anfang 2013 gingen alle Gemeinden des Kleingebiets unverändert in den Kreis Sümeg (ungarisch Sümegi járás) über.
Im Kleingebiet lebten Ende 2012 auf einer Fläche von 306,48 km² 15.390 Einwohner. Das Kleingebiet Sümeg hatte damit die zweitniedrigste Bevölkerungszahl und Bevölkerungsdichte (50 Einwohner/km²) im Komitat.
Der Verwaltungssitz war die einzige Stadt Sümeg (6.357 Ew.).

## Ortschaften
Die folgenden Ortschaften gehörten zum Kleingebiet Sümeg:
| Bazsi       | Bodorfa       | Csabrendek | Dabronc     | Gógánfa        |
| Gyepükaján  | Hetyefő       | Hosztót    | Káptalanfa  | Megyer         |
| Nemeshany   | Rigács        | Sümeg      | Sümegprága  | Szentimrefalva |
| Ukk         | Veszprémgalsa | Zalaerdőd  | Zalagyömörő | Zalameggyes    |
| Zalaszegvár |               |            |             |                |